# Остенде
Остенде (хол. Oostende, фр. Ostende) је општина у Белгији у региону Фландрија у покрајини Западна Фландрија. Налази се обали Северног мора. Према процени из 2007. у општини је живело 69.115 становника.

## Становништво
Према процени, у општини је 1. јануара 2015. живело 70.460 становника.
| 1984. | 2000. | 2010. | 2015. |
| ----- | ----- | ----- | ----- |
| 69039 | 67279 | 69064 | 70460 |

## Партнерски градови
- Банџул